# Pteropus aruensis
Pteropus aruensis is een vleermuis uit het geslacht Pteropus die voorkomt op de Aru-eilanden in Indonesië. Deze soort wordt vaak als een ondersoort van P. melanopogon gezien. P. aruensis is kleiner dan P. melanopogon, maar iets groter dan P. keyensis. De voorarmlengte (gebaseerd op slechts twee exemplaren) bedraagt 190 tot 191 mm. Voor zover bekend is deze soort voor 1912 voor het laatst gevonden.